# La Prédication de saint Jean-Baptiste
La Prédication de saint Jean-Baptiste est un tableau peint par Pieter Bruegel l'Ancien en 1566. Il est conservé au musée des beaux-arts de Budapest.

## Description
Ce n'est qu'à partir du XVIe siècle que saint Jean-Baptiste est figuré en prédicateur. Il se tient ici loin à l'arrière plan, mais l'attention dont il fait l'objet et la tribune que lui offre la nature pour prêcher suffisent à le mettre en évidence. De la main gauche, il semble annoncer l'importance de Jésus qui se tient légèrement à l'écart. Jean est ainsi représenté à la fois en prédicateur ambulant, maître de Jésus, et prophète annonçant la venue du Messie.
Bruegel semble s'être représenté avec une casquette et une barbe blanche dans le prolongement du bras gauche de saint Jean-Baptiste.